# 64 Trump Collection: Alice no Waku Waku Trump World
64 Trump Colection: Alice no Waku Waku Trump World (64トランプコレクション～アリスのわくわくトランプワールド～) es un videojuego de naipes lanzado en 1998 para Nintendo 64. El juego fue desarrollado y editado por Bottom Up.
El juego está basado en el universo de Alicia en el país de las maravillas.

## Jugabilidad
64 Trump Collection: Alice no Waku Waku Trump World es un juego de cartas único que lleva a los jugadores en un viaje a través de un mundo caprichoso y colorido inspirado en la novela clásica de Lewis Carroll, Alicia en el país de las maravillas.
Los jugadores utilizan un juego de cartas para jugar varios juegos contra la computadora u otros jugadores. El juego presenta más de 30 juegos de cartas diferentes, cada uno con su propio conjunto de reglas y desafíos. Estos juegos incluyen juegos de cartas tradicionales como Poker y Blackjack, así como juegos únicos y creativos exclusivos de este título.
El juego incluye varios modos, como Historia, Juego libre y Entrenamiento, cada uno con sus propios desafíos y objetivos únicos. En el modo Historia, los jugadores asumen el papel de Alicia mientras navega por el mágico mundo del País de las Maravillas, jugando juegos de cartas con varios personajes que conoce en el camino. En el modo Juego Libre, los jugadores pueden jugar cualquiera de los juegos de cartas disponibles contra cualquier oponente de su elección. El modo Entrenamiento permite a los jugadores practicar sus habilidades y aprender las reglas y mecánicas del juego.